# One Little Independent Records
One Little Independent Records (anteriormente One Little Indian Records) es una discográfica independiente con base en Londres que surgió de la antigua discográfica punk Spiderleg Records.
El primer éxito fue de la mano de AR Kane y Flujo en 1986. El éxito continuó con Kitchens of Distinction, the Sugarcubes, Sneaker Pimps, The Samen, Skunk Anaise, Björk, Chumbawamba y Alabama 3. 
En 1990 One Little Indian creó algunas discográficas satélite como Clean-up Records, Elemental Records, Partisan Records o Fat Cat Records
En 1997 adquiere Rough Trade Records y en 2001 Nude Records, así como los derechos sobre algunos álbumes de SpinART Records
Su distribuidora fue London Records hasta 1998, cuando se encargó Virgin Records.

## Artistas
| - 2 Bit Pie - Afterhours - Airlock - Alabama 3 (A3) - Anna Palm - Annie Anxiety Bandez - Asobi Seksu - A.R. Kane - Baz - BC Camplight - Benjamin Zephaniah - Billy MacKenzie - Björk - Black Box Recorder - Tim Bowness - Chumbawamba - Cody ChesnuTT - Compulsion - Cousteau - Credit to the Nation - Crispin J Glover - Daisy Chainsaw - Dan Sartain - Daniel Agust - Day One - Deadman - Emilíana Torrini - Eskimos and Egypt - Finger, The - Finitribe - Fluke - Flux of Pink Indians - The Grim Northern Social - HAM - The Heart Throbs - HK119 - Hot Snakes - Hundred & 3 - Jack Planck - Jeff Klein - Jen Gloeckner - Jesse Malin | - Jonathan Rice - Kelli Ali - Kill It Kid - Kitchens of Distinction - LEVY - Lise Westzynthius - Lori Carson - Manbreak - Matthew Ryan - Michael McDermott - Mínus - Monsta - The Mighty Roars - Nic Armstrong - No-Man - Noh - Outcast - Pernice Brothers, The - Polak - Polly Paulusma - Popinjays - Pornohotdog - QueenAdreena - Racine - Rairbirds - Rocket From The Crypt - Rose Kemp - Sandy Dillon - Senser - Shamen - Sigur Rós - Sinéad O'Connor - Sine Star Project - Skunk Anansie - Sleeping Dogs Wake - Sneaker Pimps - Songdog - Sugarcubes - The Twilight Singers - They Might Be Giants - Underground Railroad - Without Gravity |